# ReliWiki
ReliWiki is een wiki over religieuze gebouwen in Nederland. Deze wiki is in 2008 begonnen in het kader van het Jaar van het Religieus Erfgoed en heeft tot doel een databank te vormen van het religieus erfgoed. Hiertoe worden alle gebouwen gerekend die een religieuze functie hebben of hebben gehad. Dit zijn niet alleen kerken en kloosters, maar ook moskeeën, synagogen en tempels.
De website maakt gebruik van de MediaWiki-software. De wiki kan door iedereen worden aangevuld. ReliWiki telde in mei 2014 ruim 2000 geregistreerde gebruikers en ruim 12.000 artikelen.
ReliWiki werd destijds ondersteund door het Ministerie van Onderwijs, Cultuur en Wetenschap, het Nationaal Restauratiefonds, de Rijksdienst voor het Cultureel Erfgoed, het Prins Bernhard Cultuurfonds, de Provincie Gelderland en de Provincie Noord-Brabant.